# Zwarte zaterdag (verkeer)

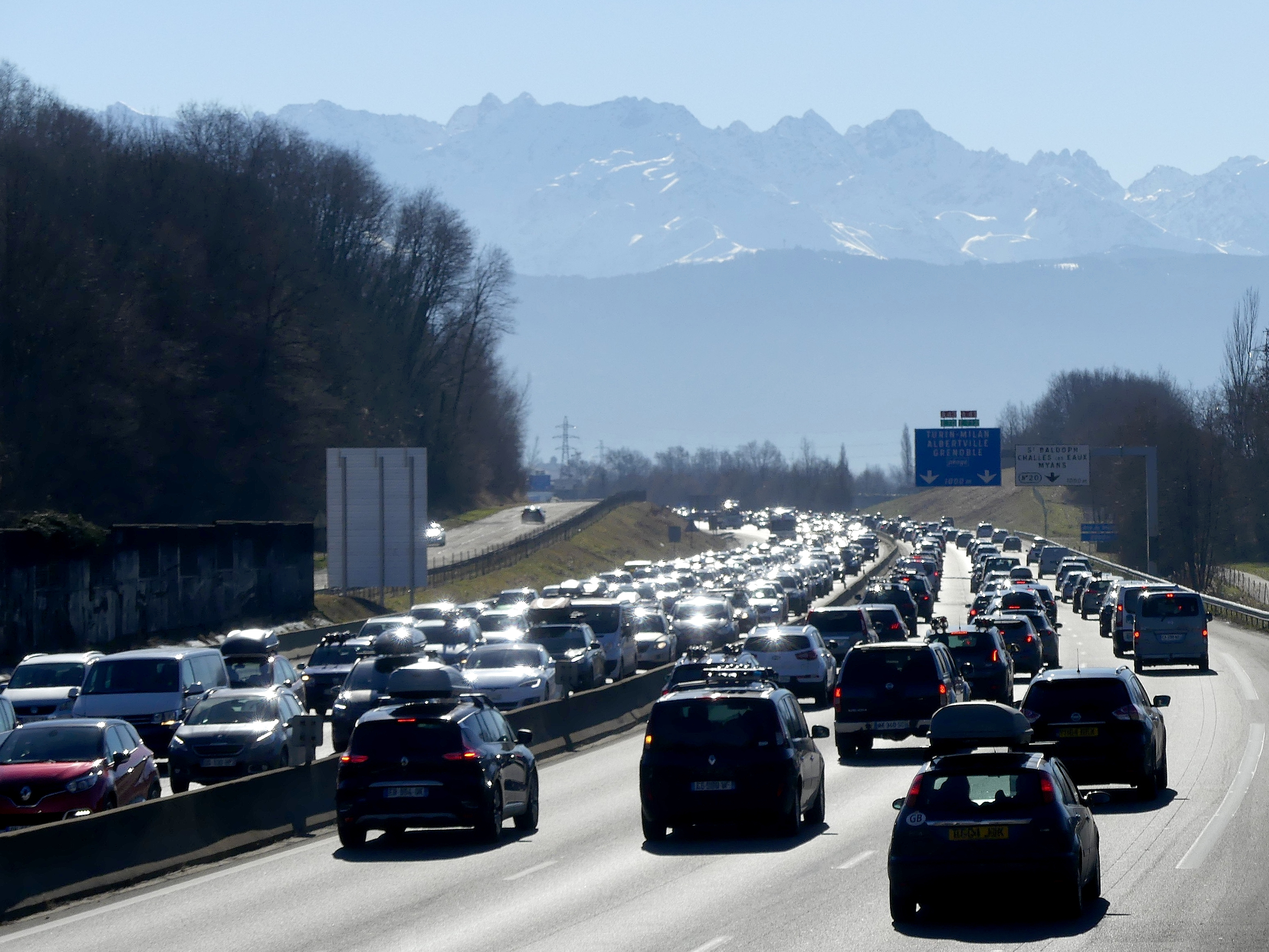
Zwarte zaterdagen komen ook 's winters voor, in het wintervakantieseizoen richting de skistations. Een vakantiefile bij Chambéry, februari 2019

Een zwarte zaterdag in het verkeer is een uitdrukking om extreme drukte in het Europese autoverkeer aan te duiden, als gevolg van een massale vakantie-uittocht. De zwarte zaterdagen vallen meestal in het laatste weekend van juli en/of het eerste weekend van augustus, als veel Fransen, vooral uit Parijs, op vakantie gaan. Ook vakantiegangers uit Nederland, België en Duitsland reizen massaal op deze momenten. In Duitsland, Oostenrijk en Zwitserland is er op deze dagen eveneens zeer druk vakantieverkeer, aan de Gotthardtunnel en tunnels in Oostenrijk staan dan vaak lange files.
Op veel vakantieparken of campings in Zuid-Frankrijk kan een huisje of logement in het hoogseizoen alleen gehuurd worden van zaterdag tot zaterdag.
De meeste toeristen moeten of willen dus op zaterdag reizen. Het rustigere alternatief is later op zaterdag of zondag pas vertrekken, wat ten koste gaat van een hele of halve vakantiedag.
Met name de Autoroute du Soleil, A6 en A7, de autosnelweg naar het zuidoosten van Frankrijk en het oosten van Spanje, krijgt op die dag veel verkeer te verwerken. In 2004 stond er meer dan 700 km file op de Franse wegen. In 2007 waren er twee zwarte zaterdagen in Frankrijk, zowel de laatste zaterdag van juli als de eerste van augustus. 
In 2009 stond er op 1 augustus op het drukste moment van de dag in totaal 870 km file op de Franse wegen. In 2021 stond er een recordfile van 1.096 kilometer op de Franse wegen. Ook op 29 juli 2023 werd in de voormiddag de 1000 kilometer file overschreden.
Tevens is het zo, dat de Franse verkeerswebsite Bison Futé de zwarte kleur gebruikt, om de dagen aan te duiden waarop het verkeer extrêmement dense (extreem druk) is. Voorheen was het begrip zwarte zaterdag voor het verkeer slechts bekend in de Nederlandse taal (Fransen spreken van les jours de grands départs = dagen van de grote uittocht), maar sinds enkele jaren is samedi noir ook in de Franse taal ingeburgerd, dankzij de kleurcodering van Bison Futé., 
Door de Nederlandse pers worden gaandeweg ook andere zaterdagen met extreme verkeersdrukte als gevolg van vakantieverkeer, bijvoorbeeld die op de eerste zaterdag van de wintersportvakantie in Duitsland en Oostenrijk, aangeduid als zwarte zaterdag. In België wordt de eerste zaterdag van de Paasvakantie ook vaak aangeduid als zwarte zaterdag. De verslaggeving over het vermeende vakantieleed wordt in Frankrijk geduid als een typisch voorbeeld van een komkommer.
Een dag waarop de files minder ernstig zijn wordt wel rood genoemd, bijvoorbeeld: vendredi rouge.

## Verkeersongeval
De classificatie zwarte zaterdag verwijst ook naar het busongeval in Beaune, het ernstigste verkeersongeluk uit de Franse geschiedenis. In de vroege ochtend van 31 juli 1982, tijdens vakantiedrukte en regenval, reed bij Beaune een bus op enkele personenauto's in. Als gevolg van de crash en de brand die daarop uitbrak kwamen 53 mensen om, onder wie 44 kinderen tussen 6 en 15 jaar.